# أميرة علي عبد الصادق
أميرة علي عبد الصادق مترجمة مصرية، تخرجت في قسم اللغة الإنجليزية بكلية الألسن جامعة عين شمس عام ٢٠٠٦م. عملت بعد تخرجها في مجال الترجمة والتعريب. التحقت بالعمل في عدد من دور النشر، بدءًا من «دار الفاروق للاستثمارات الثقافية»، ثم «دار نهضة مصر للطباعة والنشر والتوزيع»، وأخيرًا شغلت منصب مترجم أول في «مؤسسة هنداوي للتعليم والثقافة» - «كلمات عربية» لمدة عام ونصف تقريبًا قبل أن تنتقل للعمل مع المؤسسة كمترجمة حرة.

## التعليم
- بكلوريوس لغة أنجليزية، كلية الألسن جامعة عين شمس.[2]
- ماجستير في السياسة الثقافية للترجمة، كلية الآداب جامعة القاهرة.

## الترجمة
ترى المترجمة أميرة علي عبد الصادق نقص الإنتاج المعرفي العلمي في الوطن العربي المشكلة الرئيسة التي تواجه مترجم المواد العلمية إلى العربية؛ نظرًا لعدم وجود مقابل لكثير من المصطلحات العلمية في اللغة الهدف (العربية). ونظرًا لتسارع التطورات العلمية التي يشهدها العالم الغربي المُنتِج لهذه المعرفة، تظل محاولات إصدار قواميس في المجال العلمي ونقل المصطلحات العلمية إلى العربية غير كافية لتغطية كل ما يمكن أن يتعرض له المترجم في كتاب مثل «الطرق على أبواب السماء». كما تقول أن الترجمة إلى العربية في المجالات العلمية: «بحاجة إلى مزيد من الجهد. فينصب الاهتمام عادةً في مجال ترجمة الكتب على الأدب أو الإدارة أو التنمية الذاتية أو غيرها من الموضوعات التي من شأنها تحقيق مبيعات بين القرّاء».

## الأعمال والمؤلفات
الكتب التي ترجمتها
| العنوان                                                                   | اللغة   | الناشر       | سنة النشر | عدد الصفحات | الرقم الدولي         | المصدر            |
| ------------------------------------------------------------------------- | ------- | ------------ | --------- | ----------- | -------------------- | ----------------- |
| مغامرات شيرلوك هولمز                                                      | العربية | كلمات عربية  | 2012      | 97          | (ردمك 9775171148)    | [ 3 ] [ 4 ]       |
| أحدب نوتردام                                                              | العربية | كلمات عربية  | 2012      | 82          | (ردمك 0451527887)    | [ 5 ] [ 6 ]       |
| ألف ليلة وليلة                                                            | العربية | كلمات عربية  | 2013      | 70          | (ردمك 9789775171078) | [ 7 ] [ 8 ] [ 9 ] |
| الخروج دون حفظ                                                            | العربية | لا يوجد      | 2013      | 18          | (ردمك 9789777195)    | [ 10 ] [ 11 ]     |
| الدرجات الست وأسرار الشبكات: علم لعصر متشابك                              | العربية | كلمات عربية  | 2013      | 370         | (ردمك 0393325423)    | [ 12 ] [ 13 ]     |
| الأخ الأصغر                                                               | العربية | مؤسسة هنداوي | 2014      | 365         | (ردمك 0765319853)    | [ 14 ] [ 15 ]     |
| الأمير والفقير                                                            | العربية | كلمات عربية  | 2014      | 72          | (ردمك 0451528352)    | [ 16 ] [ 17 ]     |
| المتسولة                                                                  | العربية | مؤسسة هنداوي | 2014      | 244         | (ردمك 9777196431)    | [ 18 ] [ 19 ]     |
| حب إمراة طيبة                                                             | العربية | مؤسسة هنداوي | 2014      | 313         | (ردمك 0099287862)    | [ 20 ] [ 21 ]     |
| الجنون في غياهب السجون: أزمة الصحة العقلية خلف القضبان ودورنا في مواجهتها | العربية | مؤسسة هنداوي | 2015      | 316         | (ردمك 9789777681643) | [ 22 ] [ 23 ]     |
| الطرق على ابواب السما                                                     | العربية | مؤسسة هنداوي | 2015      | 475         | (ردمك 006172372X)    | [ 24 ] [ 25 ]     |
| الهامسون بالكتب: إحياء القارئ الكامن داخل كل طفل                          | العربية | مؤسسة هنداوي | 2016      | 216         | (ردمك 0470372273)    | [ 26 ] [ 27 ]     |
| الهندوسية: مقدمة قصيرة جدا                                                | العربية | مؤسسة هنداوي | 2016      | 143         | (ردمك 0192853872)    | [ 28 ] [ 29 ]     |
| جزيرة الدكتور مورو                                                        | العربية | كلمات عربية  | لا يوجد   | 166         | (ردمك 0553214322)    | [ 30 ] [ 31 ]     |

## الجوائز
- جائزة الثقافة العلمية، في دورتها الثانية 2017، ضمن جوائز المركز القومي للترجمة، وذلك عن ترجمتها لكتاب «الطرق على باب السماء.. كيف تنير الفيزياء والتفكير العلمي الكون والعالم المعاصر» للعالمة الأمريكية ليزا راندل.[32]
- جائزة أفضل كتاب مترجم ضمن جوائز معرض القاهرة الدولي للكتاب لعام 2022.